# Провулок Костянтина Михальчука
Прову́лок Костянтина Михальчука — провулок у Солом'янському районі міста Києва, селище Жуляни. Пролягає від вулиці Отця Анатолія Жураковського до кінця забудови.

## Історія
Виник у 2010-х під назвою провулок Радянський. Сучасну назву, на честь українського мовознавця Костянтина Михальчука, отримав у 2018 році.